# Hellemann-Turm

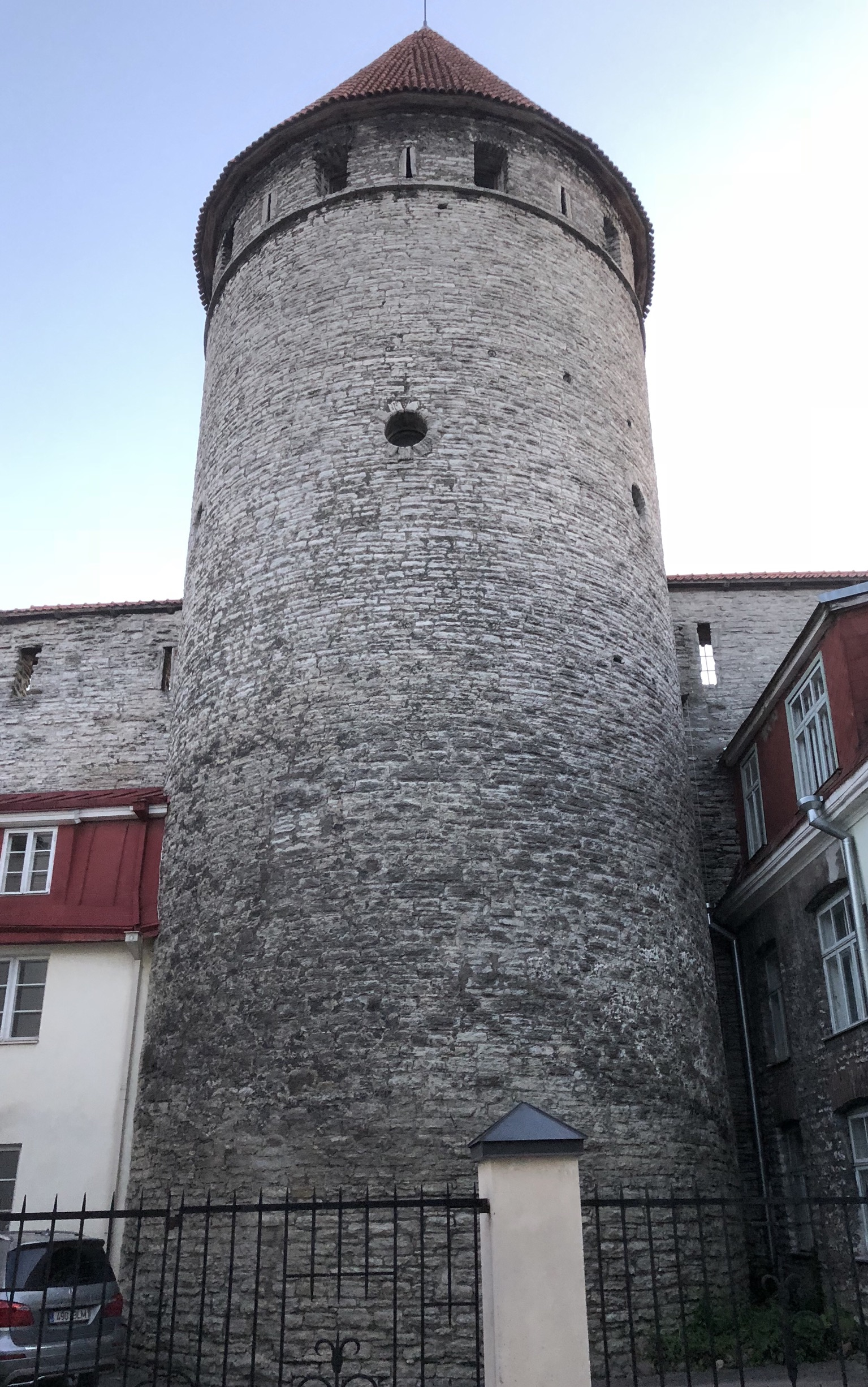
Hellemann-Turm, 2018

Der Hellemann-Turm (estnisch Hellemani torn) ist ein Wehrturm der Revaler Stadtbefestigung in der estnischen Hauptstadt Tallinn (Reval).

## Lage
Er befindet sich an der östlichen Seite der Revaler Altstadt. Stadtseitig, westlich des Turms verläuft die Mauerstraße (estnisch Müürivahe tänav), östlich die Neue Straße (Uus tänav). Der Zugang zum Turm besteht von der Adresse Mauerstraße 48 her.

## Architektur und Geschichte
Der dreigeschossige Halbrundturm geht bis auf das 15. Jahrhundert zurück. Er wurde auch als Gefängnis und Waffenarsenal genutzt. Die Benennung dürfte wie bei anderen Türmen der Revaler Stadtbefestigung auf einen Ratsherren Hellemann zurückgehen, der die Schlüssel des Turms verwahrte. Anfang des 20. Jahrhunderts hatte der Turm kein Dach mehr, was jedoch später wieder aufgesetzt wurde. Vom zu besichtigenden Turm besteht ein Zugang zu einem etwa 200 Meter langen Teilstück der Revaler Stadtmauer, zur sogenannten Kanne-Mauer. Es besteht die Möglichkeit bis zum benachbarten Turm hinter dem Mönchskloster zu gehen, in dem eine Galerie untergebracht ist.